# Futebol americano do Brasil
O futebol americano no Brasil é um dos esportes que mais cresceu em popularidade no país nos últimos anos devido a sua prática e às transmissões da liga profissional norte-americana, a National Football League (NFL). O esporte é gerido no país pela Confederação Brasileira de Futebol Americano (CBFA), reconhecida pela Federação Internacional de Futebol Americano (IFAF). Além da modalidade tradicional do futebol americano (full pad), a CBFA também é responsável pelas modalidades flag football (sem contato ou semi-contato) e futebol americano de areia (beach football).

## História

### Transmissão de jogos
A primeira transmissão televisiva do futebol americano no Brasil e na América do Sul foi em 1969 pela extinta TV Tupi. Essas transmissões não eram ao vivo, o canal recebia a gravação dos jogos da NFL da emissora norte-americana CBS. As transmissões eram narradas por Walter Silva. Logo na primeira transmissão ele pediu ajuda aos telespectadores que conheciam do esporte, na outra semana os jogos já estavam sendo comentados pelo norte-americano Thomas Noonan.
Após isso o esporte só iria voltar a ter transmissões na década de 1980 na Rede Bandeirantes. Os jogos da NFL foram transmitidos ao vivo entre 1994 a 1998 e narrados pelo Luciano do Valle, pioneiro também pelas transmissões dos jogos de basquetebol da National Basketball Association (NBA) e das corridas da Fórmula Indy.
O canal de TV por assinatura ESPN Brasil transmite os jogos da NFL desde a temporada de 1992.
Segundo dados do Ibope, a média de público da temporada 2013 da NFL foi de 123 mil pessoas por jogo, contra 53 mil da anterior, um crescimento de 132%. A ESPN exibiu 92 partidas na temporada 2013 e chegou a 114 na temporada 2012.
A transmissão do Super Bowl de 2016 da NFL teve 62% dos televisores ligados em canais esportivos de TV por assinatura no horário do evento segundo dados do Ibope divulgados pela ESPN Brasil.
A transmissão do Super Bowl LVIII em 2024 marcou a final da NFL mais assistida no Brasil, monopolizando a audiência da TV a cabo nacional, com uma audiência 19% maior do que no ano anterior e quatro vezes maior do que a concorrente SporTV.

### A prática do esporte
Desde 2000 existe o Carioca Bowl, disputa entre equipes cariocas de futebol americano de areia. Foi nas areias que surgiram a maioria das equipes brasileiras.
Em 17 de novembro de 2007 ocorreu o primeiro jogo da Seleção Brasileira. O Brasil Onças foi derrotado pelo Uruguai por 20 a 14 em Montevidéu.
No dia 25 de outubro de 2008, o Curitiba Brown Spiders (hoje Brown Spiders FA) e o Barigüi Crocodiles (hoje Coritiba Crocodiles) fizeram história. Diante de cerca de 2,5 mil pessoas, as equipes paranaenses jogaram a primeira partida com equipamentos completos (full pad) do país e o Brown Spiders venceu por 33 a 10 no campo da Associação Beneficente Esportiva Flamengo em Curitiba.

### Ligas e campeonatos
Em 2009, ainda eram muito poucos os times que possuíam equipamentos para prática do esporte. Assim, sem perspectiva de um campeonato nacional masculino, ficou decidido que aconteceria uma competição entre seleções estaduais. São Paulo, Rio de Janeiro, Paraná, Paraíba, Mato Grosso e Santa Catarina foram os estados que viajaram até Sorocaba para o torneio e os paulistas foram os campeões.
O primeiro campeonato nacional masculino de clubes com equipamentos completos foi o Torneio Touchdown realizado também em 2009 após o sucesso do Campeonato Brasileiro de Seleções. Foi um torneio entre equipes de diversos estados brasileiros, cujo formato foi elaborado pelos dirigentes Flávio "Skin" Cardia, do Rio de Janeiro Imperadores, e Mário Lewandowski, do São Paulo Storm, que presidiu o grupo gestor do campeonato. O torneio recebeu seu nome do conselheiro e padrinho André José Adler, ex-narrador da ESPN Brasil, que apresentou um programa com o nome similar na Hungria.
O Rio de Janeiro Imperadores se consagrou o primeiro campeão do torneio vencendo o São Paulo Storm por 14 a 7 em Sorocaba.
Em 2010, todas as equipes que disputaram o Torneio Touchdown 2009 saíram do campeonato, após seu término, para criar a Liga Brasileira de Futebol Americano (LBFA), atual CBFA, devido a divergências com André José Adler, que manteve o direito de uso do nome do Torneio Touchdown. Assim, passando existir dois campeonatos nacionais.
Na final da Liga Brasileira de Futebol Americano de 2011, o Fluminense Imperadores, oficialmente Rio de Janeiro Imperadores, conquistou seu segundo título nacional ao vencer por 14 a 7 o Coritiba Crocodiles. Com 6,5 mil torcedores no Estádio Couto Pereira, o jogo foi o primeiro com grande público no futebol americano nacional.
A Arena Pernambuco foi o primeiro estádio utilizado na Copa do Mundo FIFA de 2014 a receber um jogo de futebol americano. Com a presença de 7.056 espectadores, numa partida entre Recife Mariners e João Pessoa Espectros, pela final da Superliga Nordeste de 2014. O jogo foi vencido pelo João Pessoa Espectros por 38 a 12.
Em 2014 foi realizado a primeira edição do campeonato nacional feminino de futebol americano, o Torneio End Zone. A competição foi organizada pela Liga Feminina de Futebol Americana (LIFEFA). A equipe do Cariocas FA conquistou o título ao derrotar o Cuiabá Angels na final.
A final da Superliga Centro-Sul de 2015 vencida pelo Coritiba Crocodiles por 13 a 7 contra o Cuiabá Arsenal na Arena Pantanal quebra o recorde de público em jogos de futebol americano no país com aproximadamente 14 mil pessoas.
O público pagante foi o segundo melhor do estádio no ano, só não ultrapassou os 16.602 pessoas do clássico carioca de futebol entre Vasco da Gama e Flamengo. No entanto, o público do jogo foi superior a outros jogos do Campeonato Brasileiro de Futebol que também aconteceram no estádio no ano. Cruzeiro e Corinthians registrou 11.773 pessoas e Ponte Preta e Palmeiras vendeu 11.074 ingressos.
Em 2016, a CBFA publicou uma nota oficial sobre a unificação das equipes em um único campeonato nacional masculino, a Superliga Nacional de Futebol Americano, contando também com as equipes do extinto Torneio Touchdown. A Superliga Nacional de 2016 registrou mais de 64 mil pessoas nos estádios durante a competição com média de 656 pessoas por jogo. O público por jogos representou 77% do público do Novo Basquete Brasil e 50% da Superliga de Vôlei na mesma temporada.
Em 2017, na segunda edição unificada da elite do campeonato de nacional masculino, foi a primeira edição na qual a liga dos clubes, a Brasil Futebol Americano, organizou a competição homônima sob a chancela da CBFA.